# Srednje Selo
Srednje Selo är en ort i Kroatien.   Den ligger i länet Slavonien, i den östra delen av landet, 150 km öster om huvudstaden Zagreb. Srednje Selo ligger 140 meter över havet och antalet invånare är 285.
Terrängen runt Srednje Selo är platt åt nordost, men åt sydväst är den kuperad. Runt Srednje Selo är det ganska glesbefolkat, med 23 invånare per kvadratkilometer. Närmaste större samhälle är Požega, 6,0 km väster om Srednje Selo. Trakten runt Srednje Selo består till största delen av jordbruksmark.